# José Muñoz San Román
José Muñoz San Román (Camas, 1876-Sevilla, 1954) fue un escritor español.

## Biografía
Nacido el 10 de diciembre de 1876 en la localidad sevillana de Camas, era hijo de un modesto operario cerámico. Muy joven emprendió los estudios de Magisterio asistiendo a las clases de la Escuela Normal de Maestros. En 1909 fijó su residencia en Sevilla, contrajo matrimonio y se dedicó a la enseñanza privada. Una gran cantidad de publicaciones periódicas de España y América reproducían las composiciones de Muñoz San Román; El Liberal de Madrid publicaba a diario producciones suyas y El Liberal de Sevilla le tenía como redactor. Destilaban sus poesías, en opinión de Méndez Bejarano, «cierto suave pesimismo que el autor achaca al medio ambiente; pero su musa, generosa y noble, abre siempre sus ojos a la luz del ideal».
Muchas de sus composiciones publicadas en prensa fueron recopiladas en varios tomos de poesías. Entre sus obras se encontraron títulos como Barquillos de canela  (1898, en verso, con prólogo de José de Velilla), Fábulas en prosa (1900, con prólogo de Joaquín Guichot), Mariposas (1901, colección de madrigales), Glosa del dolor (1904, conferencia en el Ateneo de Sevilla), Zarza florida (1907, versos), Remanso (1908, versos), y la novela titulada Sequía (1908). Para el teatro escribió Buscavia, estrenada en el teatro del Duque de Sevilla en 1905, El sol de Pascua, estrenada en el teatro Cervantes en 1909, y Redención milagrosa. También fue autor de Del dulce amor y de la colección de artículos titulada De la tierra bendita (1916). Falleció en Sevilla hacia el 28 de enero de 1954.